# Koichi Soughimoura
Koichi Soughimoura (även Sugimura), född 1857 i Kanazawa (japanska provinsen Kaga), död 1938, var en japansk diplomat.
Soughimoura blev efter tjänstgöring i justitiedepartementet i Tokyo 1875–1885 och i utrikesdepartementet 1885–1887 legationssekreterare i Rom 1887, i Paris 1891, i Sankt Petersburg 1892 och i Wien 1894, vilken befattning han innehade till 1899. Han var envoyé 1902–1906 i Mexiko och 1906–1911 i Stockholm. Sistnämnda år utnämndes han till ambassadör i Berlin, men återkallades före första världskrigets utbrott 1914 till Japan och försattes i disponibilitet.